# Geleitzug JW 64
Der Geleitzug JW 64 war ein alliierter Nordmeergeleitzug, der im Februar 1945 im schottischen Firth of Clyde zusammengestellt wurde und kriegswichtige Güter in das sowjetische Murmansk brachte. Die Alliierten verloren ein Geleitfahrzeug, während auf deutscher Seite zwölf Flugzeuge verloren gingen.

## Zusammensetzung und Sicherung

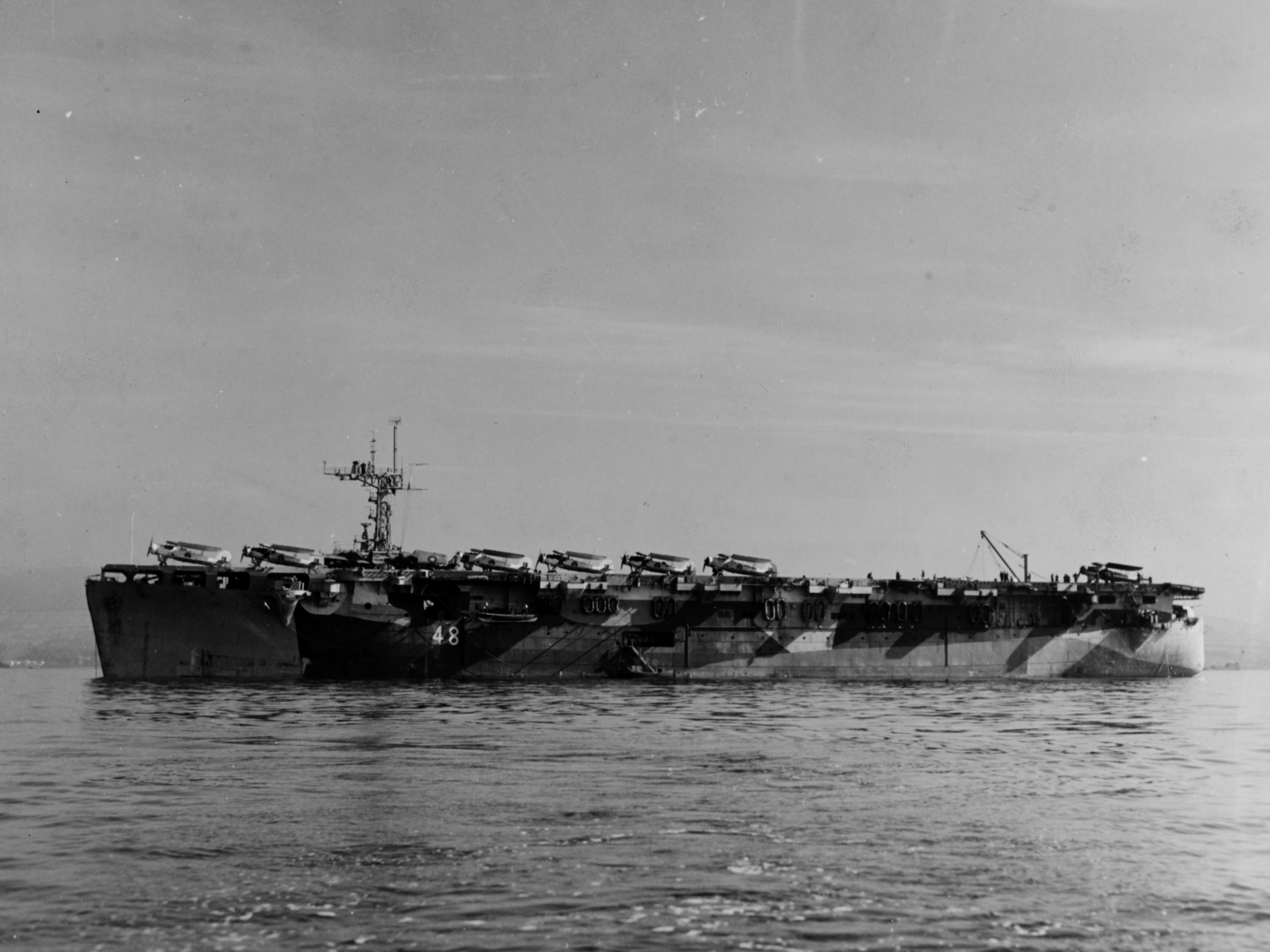
Geleitträger HMS Campania

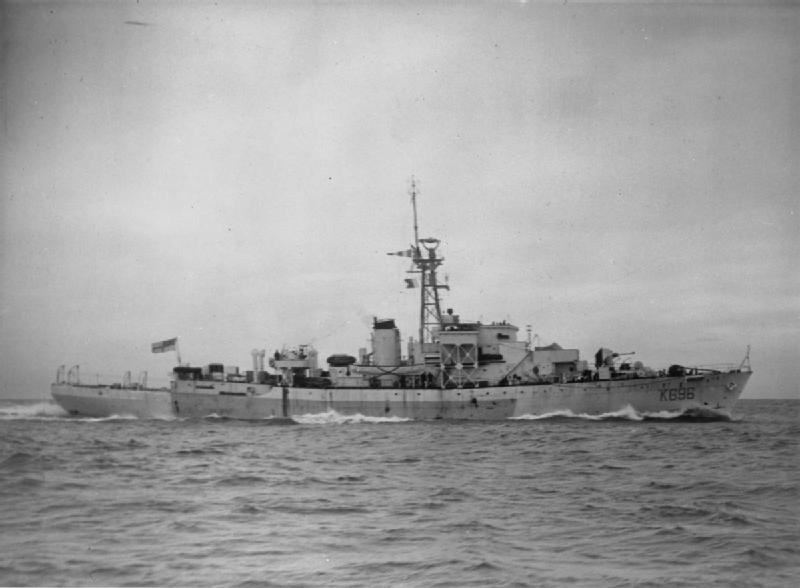
Die Korvette HMS Denbigh Castle wurde von U 992 torpediert

Der Geleitzug JW 64 setzte sich aus 28 Frachtschiffen zusammen. Am 3. Februar 1945 verließen sie das Firth of Clyde (Lage) in Richtung Murmansk (Lage). Die Sicherung des Konvois übernahmen die Sloops Cygnet und Lark, der Zerstörer Whitehall und die Korvetten Alnwick Castle, Bamborough Castle, Bluebell sowie Rhododendron. Ab 6. Februar vergrößert sich die Anzahl der Geleitfahrzeuge um den Kreuzer Bellona, die Geleitträger Campania und Nairana, die Sloop Lapwing, die Korvette Denbigh Castle, den UJ-Trawler Oksoy und die Zerstörer Onslow, Onslaught, Opportune, Orwell, Serapis, Zambesi, Zealous, Zest und Sioux. Am 11. Februar kamen schließlich noch die sowjetischen Zerstörer Urizki, Karl Liebknecht, Schiwuchi und Schestki, das Wachboot Grosa, zwei Minensucher und sechs BO-U-Jäger hinzu.
| Name              | Typ      | Flagge                 | Vermessung in BRT | Verbleib |
| ----------------- | -------- | ---------------------- | ----------------- | -------- |
| Adolph S Ochs     | Frachter | Vereinigtes Königreich | 7219              |          |
| Arunah S Abell    | Frachter | Vereinigte Staaten     | 7176              |          |
| Ben F. Dixon      | Frachter | Vereinigte Staaten     | 7176              |          |
| Black Ranger      | Frachter | Vereinigtes Königreich | 3417              |          |
| British Merit     | Frachter | Vereinigtes Königreich | 8093              |          |
| Byron Darnton     | Frachter | Vereinigte Staaten     | 7176              |          |
| Daniel Willard    | Frachter | Vereinigte Staaten     | 7200              |          |
| Edwin L Drake     | Frachter | Vereinigte Staaten     | 7176              |          |
| Empire Flint      | Frachter | Vereinigtes Königreich | 8129              |          |
| F T Frelinghuysen | Frachter | Vereinigte Staaten     | 7176              |          |
| Fort Crevecour    | Frachter | Vereinigte Staaten     | 7191              |          |
| Fort Vercheres    | Frachter | Vereinigtes Königreich | 7128              |          |
| Francis Scott Key | Frachter | Vereinigte Staaten     | 7191              |          |
| George Steers     | Frachter | Vereinigte Staaten     | 7247              |          |
| Harold L Winslow  | Frachter | Vereinigte Staaten     | 7176              |          |
| Hawkin Fudske     | Frachter | Vereinigte Staaten     | 7176              |          |
| Henry Lomb        | Frachter | Vereinigte Staaten     | 7176              |          |
| John J Abel       | Frachter | Vereinigte Staaten     | 7191              |          |
| John Wanamaker    | Frachter | Vereinigte Staaten     | 7176              |          |
| Joyce Kilmer      | Frachter | Vereinigte Staaten     | 7176              |          |
| Lewis Emery JR    | Frachter | Vereinigte Staaten     | 7176              |          |
| Lucerna           | Frachter | Vereinigtes Königreich | 6556              |          |
| Marie M Meloney   | Frachter | Vereinigte Staaten     | 7176              |          |
| Nathan Towson     | Frachter | Vereinigte Staaten     | 7176              |          |
| Neritina          | Frachter | Vereinigtes Königreich | 8228              |          |
| Skiensfjord       | Frachter | Norwegen               | 5992              |          |
| Townsend Harris   | Frachter | Vereinigte Staaten     | 7176              |          |
| Willard Hall      | Frachter | Vereinigte Staaten     | 7200              |          |

## Verlauf
Am 6. Februar sichtete ein deutsches Wetterflugzeug den Geleitzug. Daraufhin wurde die U-Boot-Gruppe „Rasmus“ in der Bärenenge in Stellung gebracht. Sie verfügte über die U-Boote U 286, U 307, U 425, U 636, U 711, U 716, U 739, U 968. Die U-Boote U 293, U 318, U 992 und U 995 wurden vor der Kola-Bucht eingesetzt. Am 7. Februar griffen 48 Junkers Ju 88 des Kampfgeschwaders 26 von Trondheim aus erfolglos den Konvoi an. Dabei gingen sieben Flugzeuge verloren. Angriffe von U-Booten blieben ebenfalls wirkungslos.
Ein erneuter Luftangriff des KG 26 mit 32 Torpedoflugzeugen wurde unter Verlust von fünf Flugzeugen abgeschlagen. Als am 13. Februar der Konvoi in die Kola-Bucht einlief, torpedierte U 992 die Korvette HMS Denbigh Castle (Lage), die zwar noch von dem sowjetischen Bergungsschiff Burewjestnik eingeschleppt werden konnte, am Ende aber auf Grund gesetzt kenterte und als Totalverlust abgeschrieben wurde. Am 15. Februar erreichte der Geleitzug die Murmansk vorgelagerte Kola-Bucht.